# Archaius tigris
Archaius tigris (tên thường gọi tiếng Anh: Seychelles tiger chameleon) là loài duy nhất trong chi Archaius. Loài này ban đầu nằm trong Chamaeleo, rồi được một số tác giả chuyển sang Calumma một thời gian (Klaver & Böhme, 1986). Đây là một loài tắc kè hoa bị đe doạ, chỉ sống trên các đảo Mahé, Silhouette, Praslin của Seychelles.

## Tình trạng
Đây là loài nguy cấp theo sách đỏ IUCN và theo Danh mục II của CITES (The Convention on International Trade in Endangered Species of Wild Fauna and Flora), với diện tích phân bố vỏn vẹn 45 km. Một khảo xát năm 2006 ước tính số lượng là dưới 2.000 cá thể.

## Mô tả
Với chiều dài chỉ 16 cm, đây là một loài tắc kè hoa khá nhỏ. Màu sắc thay đổ từ màu lục nâu dễ bỏ qua đến màu cam-vàng bắt mắt, trên thân mình thường lốm đốm chấm đen. Cằm và họng màu xám nhạt. Điểm nổi bật nhất trên người nó là mấu lồi trên cằm, dài khoảng 3 mm.

## Môi trường sống và phân bố
Đây là loài đặc hữu Seychelles, chỉ sống trên ba đảo Mahé, Silhouette, Praslin. Nó là loài sống trên cây, ở độ cao từ mực nước biển đến 550 m, cư ngụ rừng mưa nguyên sinh, rừng thứ cấp với độ đa dạng cây rừng lớn, vườn tược vùng quê có địa thế cao.